# Campionati europei di karate 2011
La 46ª edizione del campionato europeo di karate si è svolta a Zurigo dal 6 all'8 maggio 2011 presso la Kolping Arena. Vi hanno preso parte 470 karateka.

## Medagliere
| Nazione     | O | A | B |
| ----------- | - | - | - |
| Italia      | 3 | 6 | 1 |
| Spagna      | 3 | 3 | 1 |
| Svizzera    | 2 | 0 | 1 |
| Grecia      | 2 | 0 | 1 |
| Francia     | 1 | 4 | 7 |
| Serbia      | 1 | 0 | 3 |
| Germania    | 1 | 0 | 3 |
| Turchia     | 1 | 0 | 2 |
| Paesi Bassi | 1 | 0 | 1 |
| Macedonia   | 1 | 0 | 0 |
| Croazia     | 0 | 1 | 5 |
| Russia      | 0 | 1 | 0 |
| Rep. Ceca   | 0 | 1 | 0 |
| Austria     | 0 | 0 | 2 |
| Belgio      | 0 | 0 | 1 |
| Azerbaigian | 0 | 0 | 1 |
| Svezia      | 0 | 0 | 1 |
| Portogallo  | 0 | 0 | 1 |
| Slovacchia  | 0 | 0 | 1 |

## Risultati

### Kata
| Posizione | Karateka             |
| --------- | -------------------- |
| 1         | Luca Valdesi         |
| 2         | Damian Hugo Quintero |
| 3         | Vu Duc Minh Dack     |
| 3         | Dejan Pajkic         |

| Posizione | Karateka            |
| --------- | ------------------- |
| 1         | Yaiza Martin Abello |
| 2         | Sandy Scordo        |
| 3         | Mirna Senjug        |
| 3         | Patricia Esparteiro |

| Posizione | Nazione                            |
| --------- | ---------------------------------- |
| 1         | Italia Maurino, Valdesi e Figuccio |
| 2         | Spagna                             |
| 3         | Francia                            |
| 3         | Turchia                            |

| Posizione | Nazione                              |
| --------- | ------------------------------------ |
| 1         | Spagna                               |
| 2         | Italia Battaglia, Bottaro e Pezzetti |
| 3         | Francia                              |
| 3         | Germania                             |

### Kumite
| Posizione | Karateka          |
| --------- | ----------------- |
| 1         | Michele Giuliani  |
| 2         | Johan Lopes       |
| 3         | Alexander Heimann |
| 3         | Aykut Kaya        |

| Posizione | Karateka                |
| --------- | ----------------------- |
| 1         | Dimitrios Triantafyllis |
| 2         | Ciro Massa              |
| 3         | William Rollé           |
| 3         | Bajrami Kujtim          |

| Posizione | Karateka        |
| --------- | --------------- |
| 1         | Rene Smaal      |
| 2         | Luigi Busà      |
| 3         | Rafael Aǧhayev  |
| 3         | Georgios Tzanos |

| Posizione | Karateka                    |
| --------- | --------------------------- |
| 1         | Slobodan Bitevic            |
| 2         | Salvatore Loria             |
| 3         | Jean Christophe Taumotekava |
| 3         | Bleart Amagjekaj            |

| Posizione | Karateka           |
| --------- | ------------------ |
| 1         | Jonathan Horne     |
| 2         | Stefano Maniscalco |
| 3         | Pero Vucic         |
| 3         | Ricardo Barbero    |

| Posizione | Karateka             |
| --------- | -------------------- |
| 1         | Serap Ozcelik        |
| 2         | Elena Ponomareva     |
| 3         | Bettina Plank        |
| 3         | Desiree Christiansen |

| Posizione | Karateka         |
| --------- | ---------------- |
| 1         | Natasha Ilievska |
| 2         | Jelena Kovacevic |
| 3         | Stephanie Barre  |
| 3         | Monika Visnovska |

| Posizione | Karateka        |
| --------- | --------------- |
| 1         | Diana Schwab    |
| 2         | Laura Pasqua    |
| 3         | Alisa Buchinger |
| 3         | Lolita Dona     |

| Posizione | Karateka            |
| --------- | ------------------- |
| 1         | Fanny Clavien       |
| 2         | Irene Colomar Costa |
| 3         | Laura Pradelli      |
| 3         | Ivona Tubic         |

| Posizione | Karateka           |
| --------- | ------------------ |
| 1         | Nadege Ait Ibrahim |
| 2         | Radka Krejcova     |
| 3         | Anamarija Celan    |
| 3         | Tamara Filipovic   |

| Posizione | Nazione     |
| --------- | ----------- |
| 1         | Spagna      |
| 2         | Francia     |
| 3         | Paesi Bassi |
| 3         | Serbia      |

| Posizione | Nazione |
| --------- | ------- |
| 1         | Grecia  |
| 2         | Francia |
| 3         | Croazia |
| 3         | Italia  |